# Sharon Kinne
Sharon Elizabeth Kinne, née Sharon Elizabeth Hall le 30 novembre 1939  à Independence (Missouri) et morte le 21 janvier 2022 à Taber (Alberta), également connue sous le nom de Jeanette Pugliese et au Mexique sous le nom de La Pistolera, est une Américaine accusée de meurtres multiples qui fait l'objet du plus long mandat d'arrêt pour meurtre actuellement en cours dans l'histoire de Kansas City, au Missouri ; et de l'un des plus longs mandats d'arrêt pour crime en cours dans l'histoire américaine.
Le 19 mars 1960, le mari de Kinne, James Kinne, est retrouvé abattu d'une balle dans la tête alors que la fille de deux ans du couple jouait à proximité. Kinne a affirmé que l'enfant, qui avait souvent été autorisée à jouer avec les armes de James, lui avait accidentellement tiré dessus, et la police n'a pas été en mesure, dans un premier temps, de réfuter son histoire. Puis, le 27 mai, le corps de Patricia Jones, 23 ans, une employée du service des archives local, est retrouvé par Kinne et un petit ami dans un endroit isolé. Les enquêteurs  découvrent que Jones avait été la femme d'un autre des petits amis de Kinne, et que le mari de Jones avait essayé de rompre sa liaison avec Kinne peu avant la disparition de Jones. Lorsque Kinne a admis avoir été la dernière personne à parler à Jones, elle est accusée de son meurtre et, après une enquête plus approfondie sur sa mort, de celui de James.
Kinne est jugée pour le meurtre de Jones en juin 1961 et est acquittée. En janvier 1962, un procès pour le meurtre de son mari se solde par une condamnation et une peine de prison à vie, mais le verdict est annulé en raison d'irrégularités de procédure. L'affaire est passée à un second procès, qui s'est terminé en quelques jours par un vice de procédure. Un troisième procès sur l'accusation de meurtre de James s'est terminé devant un jury sans majorité en juillet 1964. Kinne a été libérée sous caution à l'issue du troisième procès et s'est ensuite rendue au Mexique avant qu'un quatrième procès ne puisse avoir lieu en octobre 1964.
Au Mexique, Kinne, prétendant avoir agi en état de légitime défense,  abat un citoyen américain né au Mexique, Francisco Parades Ordoñez, qui est abattu d'une balle dans le dos. Un employé de l'hôtel dans lequel la fusillade s'est produite, réagissant au bruit des coups de feu, est également blessé mais survit. L'enquête sur la fusillade a montré qu'Ordoñez a été abattu avec la même arme que celle qui a tué Jones. Kinne est reconnue coupable en octobre 1965 des crimes mexicains et est condamnée à dix ans de prison, peine qui a ensuite été portée à treize ans après examen judiciaire. Kinne s'échappe de la prison lors d'une panne de courant en décembre 1969. Malgré de nombreuses chasses à l'homme, on ignore où elle se trouve.

## Jeunesse et mariage
Sharon Kinne est née Sharon Elizabeth Hall, le 30 novembre 1939 à Independence, au Missouri, d'Eugene et Doris Hall. Lorsqu'elle était au collège, les parents de Kinne ont déménagé la famille dans l'État de Washington, mais lorsqu'elle a eu 15 ans, ils sont retournés dans le Missouri. Au cours de l'été 1956, à l'âge de 16 ans, elle rencontre James Kinne, un étudiant de 22 ans, lors d'une cérémonie à l'église, et le couple se fréquente régulièrement jusqu'à ce que James retourne à l'université Brigham Young (BYU) à l'automne.
Kinne, apparemment très intéressé par la recherche d'un partenaire ayant des perspectives qui pourraient l'éloigner d'Independence,, a écrit une lettre à James pour l'informer qu'elle était enceinte de lui. James a pris congé de la BYU et est retourné à Independence, où il a épousé Kinne le 18 octobre 1956. Le certificat de mariage du couple indiquait à tort que Kinne avait 18 ans et qu'elle était veuve ; bien qu'elle ait refusé par la suite de répondre à cette affirmation, Kinne a déclaré à l'époque qu'elle avait été mariée, alors qu'elle vivait à Washington, à un homme qui est mort plus tard dans un accident de voiture. Le nouveau couple a célébré un second mariage, plus formel, l'année suivante au temple de Salt Lake City, après que Kinne ait achevé le processus d'adhésion à l'Église de Jésus-Christ des Saints des Derniers Jours.
Après leur mariage, le couple est retourné à Provo, dans l'Utah. James reprend ses études à la BYU, mais les suspend à nouveau à la fin du semestre d'automne. Les Kinne sont retournés à Independence, où ils ont tous les deux trouvé du travail - Kinne gardait les enfants et s'occupait de magasins, tandis que James travaillait comme ingénieur électricien chez Bendix Aviation (en). Bien que Kinne ait prétendu avoir fait une fausse couche, elle est rapidement tombée enceinte à nouveau. À l'automne 1957, elle a donné naissance à une fille qu'ils ont appelée Danna.
Kinne était apparemment un dépensier qui attendait de la vie des choses plus agréables, mais avec le salaire de James, ils vécurent d'abord dans une maison louée à côté de la résidence de ses parents, puis dans une maison de style ranch qu'ils avaient construite au 17009 E. 26th Terrace à Independence. James travaillait de nuit à Bendix, et sa femme remplissait d'abord ses journées avec des courses et, plus tard, avec d'autres hommes. Lorsque le couple eut un deuxième enfant, Troy, Kinne avait déjà une liaison extraconjugale avec un ami de l'école secondaire, John Boldizs,,,.
Au début de 1960, James envisage de divorcer, en partie à cause des habitudes de dépense de Kinne et en partie parce qu'il soupçonne fortement son infidélité,. Il a parlé à ses parents de la possibilité de divorcer le 18 mars 1960, leur disant que Kinne avait accepté s'il lui permettait de garder la maison et la fille du couple et lui versait 1 000 dollars. Les parents de James, de fervents mormons, l'ont exhorté à rester dans son mariage. Kinne, elle aussi, réfléchissait aux moyens de sortir du mariage ; selon les Boldizs, elle lui a un jour proposé 1 000 dollars pour tuer son mari, ou trouver quelqu'un qui le ferait, bien qu'il ait prétendu plus tard qu'elle plaisantait peut-être.

## Premiers meurtres

### James Kinne
Selon Kinne, le 19 mars 1960, vers 17 h 30, elle a entendu un coup de feu venant de la direction de la chambre dans laquelle son mari dormait. En y entrant, elle a trouvé leur fille, Danna, âgée de deux ans et demi, sur le lit à côté de son père. Elle tenait l'un des pistolets de James, un pistolet cible High Standard .22 (en), et James saignait à cause d'une blessure par balle apparente à l'arrière de sa tête. Kinne a appelé la police, mais James était déjà mort lorsque l'ambulance qui le transportait est arrivée à l'hôpital.
La police n'a pu récupérer aucune empreinte digitale sur la poignée bien huilée du pistolet, et un test de paraffine pour les résidus de tir n'a été effectué ni sur Danna ni sur Kinne. Plusieurs personnes, dont des membres de la famille et des voisins, ont déclaré à la police que James avait souvent laissé sa fille jouer avec ses armes, et lors d'un test effectué par les enquêteurs, elle s'est avérée capable d'appuyer sur la détente d'un pistolet correspondant à celui qui avait tué son père. En l'absence de preuve du contraire, les enquêteurs ont conclu à un homicide accidentel.
Le pistolet qui a tué James a été saisi par la police et n'est jamais rendu à Kinne, malgré ses efforts pour le récupérer ; elle a ensuite demandé à un ami masculin de lui acheter secrètement un pistolet automatique de calibre 22. Lorsque l'ami a dit à Kinne qu'il avait enregistré le pistolet à son nom, elle lui a demandé de le réenregistrer sous un autre nom que le sien.
L'enquête sur sa mort étant close, James a été enterré et sa femme a perçu des sommes sur ses polices d'assurance-vie, évaluées à environ 29 000 dollars,,.

### Patricia Jones
Patricia Jones est née Patricia Clements, l'un des six enfants de M. et Mme Elmer Clements de Saint Joseph, au Missouri. Après avoir obtenu son diplôme de l'école secondaire de Benton, elle a épousé Walter T. Jones, Jr, son amour d'école secondaire. Walter s'est engagé dans le corps des Marines peu après leur mariage, et le couple s'est installé sur la côte ouest pendant que Walter servait. Après sa libération de l'armée, ils sont retournés dans le Missouri et se sont installés à Independence avec leurs deux enfants. En 1960, près de cinq ans après leur mariage, Jones travaillait comme commis aux dossiers pour l'Internal Revenue Service, tandis que son mari vendait des voitures.
Malgré son mariage et ses enfants, Walter était volage. Le 18 avril, Walter a rencontré Kinne lorsqu'elle a acheté une Ford Thunderbird chez son concessionnaire en utilisant une partie des indemnités d'assurance versées depuis la mort de son mari. Ils ont eu une liaison peu de temps après. Kinne voyait en Walter Jones la perspective d'un second mari, mais il n'était pas intéressé à quitter sa femme malgré le caractère tendu de leur relation.
Lorsque son amant refusa de partir en voyage à Washington avec elle en mai, Kinne partit à contrecœur avec son frère. Bien que le couple se soit réuni le 25 mai, peu après le retour de Kinne, leur relation a rapidement été mise à mal lorsqu'elle a annoncé à Walter qu'elle était enceinte et qu'il était le père du bébé. Walter, au lieu de répondre par ce que Kinne attendait comme un accord pour divorcer de son épouse, a mis fin à la liaison.
Selon le témoignage ultérieur de Kinne, dans l'après-midi du 26 mai, elle a contacté Patricia Jones à son bureau et lui a dit que Walter avait une liaison avec la sœur de Kinne. Kinne a ensuite rencontré Patricia Jones ce soir-là pour discuter plus avant de l'affaire avant de la déposer près de la maison des Jones.
Selon son mari, Patricia Jones n'est jamais arrivée chez elle ce soir-là. Walter Jones a signalé sa disparition à la police le lendemain et a commencé à appeler les personnes qui, selon lui, auraient pu voir sa femme. Il a eu une piste lorsqu'il a parlé à des amis de Patricia qui ont fait du covoiturage pour travailler avec elle. Ils lui ont dit qu'elle avait déclaré avoir reçu un appel téléphonique ce jour-là d'une femme non identifiée qui voulait la rencontrer. Elle avait demandé au chauffeur du covoiturage de la déposer à un coin de rue à Independence, ce qu'il avait fait. Les autres occupants du covoiturage avaient vu une femme qui l'attendait dans une autre voiture, mais ne l'avaient pas reconnue. Ils ont néanmoins fourni une description de la femme inconnue à Walter Jones.
Se doutant de l'identité de la femme inconnue sur la base de la description générale des covoitureurs, Walter Jones a appelé Kinne et lui a demandé si elle avait vu ou parlé à sa femme. Kinne a admis qu'elle l'avait effectivement vu ce jour-là ; elle l'avait rencontrée pour lui parler de la liaison. Selon Kinne, elle l'a vu pour la dernière fois à l'endroit où elle l'avait déposée près de la maison des Jones, parlant à un inconnu dans une Ford verte de 1957.
Après l'aveu de Kinne au téléphone, Walter Jones l'a rencontrée tard dans la soirée de vendredi et a insisté pour qu'elle lui donne plus de détails sur l'endroit où se trouvait sa femme ; il a ensuite admis être allé jusqu'à la menacer physiquement. La réponse de Kinne a été, après avoir quitté Walter Jones, d'appeler John Boldizs et de lui demander de l'aider pour rechercher Patricia Jones. Peu avant minuit, quelques heures après la conversation de Kinne avec Walter Jones, elle et Boldizs ont trouvé le corps d'une femme dans une zone isolée,,,, à environ un kilomètre d'Independence. Selon Boldizs, c'est lui qui avait suggéré de fouiller la zone dans laquelle ils avaient trouvé le corps ; c'était un endroit où ils s'étaient souvent rendus auparavant.
Le corps, vêtu d'un chandail noir et d'une jupe jaune, a rapidement été identifié comme étant celui de Patricia Jones, portée disparue. Elle avait reçu quatre balles d'un pistolet de calibre 22. Bien que la blessure mortelle ait été un tir dans la tête de Patricia, entrant près de sa bouche sur une trajectoire ascendante, elle avait également une blessure par balle traversante à l'abdomen et deux blessures par balle pénétrantes aux épaules sur une trajectoire descendante à travers son corps. Des brûlures de poudre sur le bord de sa jupe, qui avait été relevée à la taille, indiquent que l'arme a été tirée à bout portant au moins une fois. Selon les premiers rapports et l'enquête, l'heure du décès de Patricia est fixée au 27 mai vers 21 heures. Elle est enterrée le 31 mai.

### Arrestation et enquête
Les enquêteurs ont immédiatement commencé à interroger Kinne, Walter Jones et Boldizs. Tous trois ont été interrogés le 28 mai. Jones et Boldizs ont tous deux fait des déclarations écrites admettant qu'ils étaient sortis avec Kinne, et tous deux ont accepté de passer au détecteur de mensonges ; Kinne a fait une déclaration orale à la police mais a refusé de signer un écrit ou de passer au détecteur de mensonges. Elle a été à nouveau interrogée le matin du 30 mai, et Boldizs le 31 mai. Les polygraphes prévus pour les deux hommes ont été effectués le 1er juin, et les deux hommes ont été jugés comme ayant fait une déclaration véridique. Le frère de Kinne, Eugène, a également été interrogé le 31 mai, mais a refusé de répondre aux questions.
Pendant que la police interrogeait les suspects et témoins potentiels, d'autres enquêteurs se concentraient sur le traitement de la scène de crime. Des tentatives répétées ont été faites pour trouver l'arme du crime et la balle qui avait traversé le corps de Patricia, y compris le tamisage de la terre sur la scène du crime pour trouver des balles et le déploiement d'une troupe de Boy Scouts pour chercher une arme. Une balle de fusil de calibre 22 a finalement été retrouvée enterrée dans le sol où le corps de Patricia avait été trouvé, ce qui prouve qu'au moins certaines de ses blessures avaient été infligées à l'endroit où son corps a été trouvé. Bien que les enquêteurs soient allés jusqu'à draîner le fond des plans d'eau voisins, l'arme qui avait tiré sur Patricia - supposée être un pistolet de calibre .22 - n'a pas été retrouvée.
Les bâtiments proches de l'endroit où le corps avait été retrouvé ont également été fouillés à la recherche de sang et de preuves de coups de feu, conformément à la théorie de la police selon laquelle Patricia avait été attaquée ailleurs puis transportée à l'extérieur. Une substance blanche et poudreuse trouvée dans les cheveux de Patricia a d'abord été considérée comme une preuve de l'existence d'une autre zone de la scène de crime - une idée qui a alimenté la recherche des bâtiments voisins - mais il a été déterminé plus tard qu'il s'agissait d'œufs de mouche.
Kinne a été arrêté à son domicile pour ce meurtre vers 23 heures le 31 mai, la même nuit que les funérailles de Patricia Jones. Le même jour, le shérif du comté de Jackson a demandé que les procureurs envisagent une deuxième accusation de meurtre, celle-ci pour la mort de James Kinne. Les avocats de Kinne, Alex Peebles et Martha Sperry Hickman, ont déposé un bref d'habeas corpus auprès du tribunal le lendemain matin, et une audience tenue l'après-midi a abouti à sa libération contre une caution de 20 000 dollars, en attendant une audience préliminaire initialement prévue pour le 16 juin.
La police a pu exclure le pistolet de calibre .22 qui avait tué James Kinne comme étant l'arme du crime dans la mort de Patricia ; ce pistolet était toujours en possession du bureau du shérif. Cependant, un homme qui travaillait avec Kinne a admis avoir secrètement acheté un nouveau pistolet de calibre 22 à sa demande au début du mois de mai. La police n'a pas pu retrouver l'arme en question lorsqu'elle a fouillé la maison de Kinne, bien qu'elle ait trouvé une boîte vide qui, selon elle, contenait un pistolet. Kinne a d'abord affirmé aux enquêteurs qu'elle avait perdu le pistolet lors d'un voyage à Washington, puis a simplement déclaré que le pistolet avait disparu. Walter Jones a été mis en détention le 2 juin en tant que témoin matériel de l'affaire et a été libéré le même jour contre une caution de 2 000 dollars,,.
L'autopsie initiale pratiquée sur Patricia Jones a été critiquée par la police et les procureurs, qui ont estimé que la récupération des balles et l'analyse du contenu de l'estomac auraient dû être effectuées. Le Dr Hugh Owens, qui avait pratiqué l'autopsie, a fait valoir qu'il avait récupéré une des trois balles présumées présentes dans le corps, et que puisque le corps avait été préparé par un entrepreneur de pompes funèbres avant l'autopsie, tout test chimique sur le contenu de l'estomac aurait été inutile. Owens a ajouté, lorsqu'on lui a demandé, qu'il n'avait vu aucun aliment apparent dans l'estomac lors de l'autopsie. Le corps de Patricia a été exhumé le 17 juin afin de récupérer les balles qui avaient été laissées lors de l'autopsie initiale, ainsi que pour rassembler les échantillons de tissus et de contenu stomacal qui étaient possibles.
La mise en accusation de Kinne le 11 juillet a entraîné le refus de la mise en liberté sous caution, mais la Cour d'appel de Kansas City a annulé le jugement quelques jours plus tard en se basant sur l'utilisation de preuves circonstancielles par l'accusation. Kinne a été libérée sous caution de 24 000 dollars, le 18 juillet. Après un retard dans la date du procès en raison de sa grossesse avancée, Kinne a donné naissance à une fille qu'elle a appelée Marla Christine le 16 janvier 1961.

## Procès des meurtres des années 1960

### Procès Patricia Jones (1961)
Bien qu'accusé des deux meurtres, Kinne a été jugé séparément pour les deux crimes. Son procès pour le meurtre de Patricia Jones a commencé à la mi-juin 1961, la sélection du jury ayant débuté le 13 juin et le procès ayant débuté quelques jours plus tard avec un jury exclusivement masculin.
Les plaidoiries d'ouverture de l'accusation et de la défense ont établi des dossiers basés sur les heures présumées de la mort. Basant leur affirmation sur le témoignage d'un pathologiste selon lequel Jones était morte environ six heures après avoir déjeuné le 26 mai 1960, l'accusation a affirmé que Jones était morte plus de 24 heures avant que Kinne et Boldizs ne trouvent son corps ; les avocats de la défense ont soutenu que la mort était plus probablement survenue six à huit heures auparavant. Le procureur J. Arnott Hill a cité le témoignage de Walter Jones et du chef des détectives, le lieutenant Harry Nesbitt, comme preuve du mobile de Kinne pour le crime : le détective s'est souvenu des déclarations de Kinne selon lesquelles elle craignait que Walter Jones ne s'éloigne d'elle, malgré le soutien financier qu'elle lui offrait, et ce dernier a témoigné que Kinne lui avait dit qu'elle était enceinte de lui et qu'il avait ensuite tenté de mettre fin à la relation.
L'accusation n'a pas pu établir avec certitude que Kinne possédait ou avait possédé l'arme qui a tué Patricia, bien que le pistolet connu de Kinne et celui qui a tiré les balles qui ont tué Patricia étaient tous deux des armes de calibre 22. Roy Thrush, l'homme qui a vendu le pistolet au collègue de Kinne, avait conduit la police à un arbre qui contenait ce qu'il prétendait être des balles qu'il avait tirées avec ce pistolet ; cependant, lorsque les balles ont été extraites du tronc de l'arbre, les tests ont montré qu'elles n'étaient pas identifiables comme provenant de l'arme qui a tué Patricia Jones.
L'accusation a arrêté ses poursuites le 21 juin après avoir appelé 27 témoins. La défense de Kinne, qui a duré moins de deux jours et a impliqué quatorze témoins autres que Kinne, qui n'a pas témoigné s'est concentrée sur la décomposition des revendications de l'État concernant le motif et les moyens, en arguant qu'elle n'avait aucune raison de tuer Patricia et que le pistolet qu'elle était supposée avoir possédé n'avait pas été prouvé comme étant l'arme du crime.
Après un peu plus d'une heure et demie de délibération,,, le jury, citant « juste trop de lacunes » dans le dossier de l'accusation, a acquitté Kinne. Immédiatement après le prononcé du verdict, le juré Ogden Stephens a demandé à Kinne un autographe et elle a été photographiée en train de le lui donner. Kinne a été renvoyée en prison le jour même pour attendre le procès pour le meurtre de son mari.

### Premier procès James Kinne (1962)
Malgré son acquittement dans l'affaire du meurtre de Patricia Jones, Sharon Kinne est toujours inculpée pour le meurtre de son mari, James Kinne. Lorsque la sélection du jury a commencé le 8 janvier 1962, Hill a fait remarquer qu'il n'avait pas l'intention de demander la peine de mort dans cette affaire.
Le dossier de l'accusation reposait en grande partie sur l'affirmation selon laquelle Kinne avait été tellement intéressée par le fait de voir son mari écarté qu'elle était prête à payer pour son meurtre, ce que confirmait le témoignage des Boldizs devant le grand jury. Boldizs, bien que théoriquement un témoin de l'accusation, a affaibli son témoignage à la barre pendant le procès en affirmant que l'offre de Kinne de lui payer 1 000 dollars,. en échange du meurtre de son mari aurait pu être une blague, et Hill a été forcé d'attaquer la crédibilité de son propre témoin. D'autres témoignages de l'accusation ont allégué que le mariage des Kinne était sur le point d'être dissous au moment de la mort de James Kinne, que l'adultère de Kinne en était la cause et que Kinne savait qu'elle ne percevrait les 29 000 $ de polices d'assurance-vie de son mari que si elle était toujours sa femme,.
La défense, menée par les avocats Hickman et James Patrick Quinn, s'est concentrée sur la qualité circonstancielle des preuves de l'accusation, notant qu'une enquête policière préalable avait déterminé que la mort de James était « manifestement accidentelle » et que le jury était obligé de présumer de l'innocence de l'accusée, même s'il trouvait sa moralité désagréable. La défense a également attaqué la fiabilité du témoignage de Boldiz, le qualifiant de « pauvre gamin confus » qui « signerait n'importe quoi ». Les avocats de Kinne ont également présenté des témoignages appuyant la viabilité de la théorie selon laquelle Danna avait tiré sur son père, notamment des déclarations selon lesquelles des armes avaient été régulièrement laissées à sa portée au domicile familial, qu'elle était capable d'appuyer sur la détente de pistolets jouets avec des coups de gâchette plus durs que l'arme qui a causé la mort de James, et qu'elle avait souvent été observée en train de faire semblant de tirer avec des armes, en jeu.
Le procès s'est terminé par une condamnation le 11 janvier après cinq heures et demie de délibération. En avril de la même année, Kinne a été formellement condamnée à la prison à vie. Elle commença à purger sa peine dans le centre de redressement pour femmes du Missouri.
Des entretiens ultérieurs avec les jurés du procès ont révélé que « trois ou quatre bulletins de vote » avaient été pris avant que le verdict de culpabilité ne soit rendu, en commençant par un jury solidement divisé et en progressant progressivement vers l'unanimité pour la condamnation. Une jurée a déclaré au Kansas City Star que la morale de Kinne n'avait pas été prise en compte par le jury, et qu'elle pensait qu'aucun juré n'avait eu connaissance de son précédent procès pour le meurtre de Patricia Jones. Malgré le verdict, la famille de James Kinne a continué à croire au meilleur de leur belle-fille, en disant aux journalistes le jour du verdict, « Nous ne trouvons pas dans nos cœurs de dire du mal d'elle » et, « Nous n'avons toujours pas le sentiment qu'elle a commis un meurtre ». Kinne elle-même a déclaré aux journalistes qu'elle estimait que le verdict était une erreur et qu'elle regrettait son enthousiasme précédent pour la présence d'une femme dans le jury.
La semaine suivante, les avocats de Kinne ont demandé qu'elle soit libérée sous caution, soutenus par une pétition communautaire signée par 132 partisans de son innocence. La requête a été rejetée au motif que le meurtre au premier degré n'est pas un délit pouvant donner lieu à une mise en liberté sous caution ; le juge président Tom J. Stubbs a également conseillé aux avocats de Kinne de considérer leur participation à une telle pétition à un moment où une requête de caution était envisagée comme « très inappropriée ». Une motion ultérieure de la défense a demandé que la condamnation soit annulée parce que le jury avait rendu son verdict sur la base de « suppositions et de spéculations » plutôt que de « preuves substantielles », énumérant une série d'erreurs de procédure qui, selon les avocats de Kinne, avaient eu lieu avant et pendant le procès ; ces erreurs comprenaient la prise de notes « incomplètes » par un juré, des litiges concernant le témoignage de Boldiz et un nombre incorrect de jurés potentiels fournis pour la sélection.
La requête a été rejetée par le juge Stubbs en avril 1962, mais un appel a été fait devant la Cour suprême du Missouri qui, en mars 1963, a annulé la condamnation et ordonné un nouveau procès sur la base du fait que sa défense s'était vu refuser des contestations péremptoires adéquates lors de la sélection des jurés de son procès. Kinne s'est vu refuser la possibilité d'être libérée sous caution en mai 1963, mais cette décision a été annulée en juillet et elle a été libérée moyennant une caution de 25 000 dollars,., déposée par son frère.
La demande de l'État pour que la Cour suprême du Missouri reconsidère sa position sur la condamnation de Kinne a été acceptée, mais en octobre 1963, cette audience a permis de trouver d'autres motifs pour un nouveau procès, cette fois sur la base du fait que le procureur avait été autorisé à contre-interroger un témoin de l'accusation. Une deuxième demande de nouvelle audience sur la validité de la condamnation a été rejetée par la Cour suprême du Missouri. Kinne et ses enfants ont emménagé avec sa mère et ont attendu le début de son nouveau procès.

### Deuxième procès James Kinne (1964)
Le deuxième procès de Sharon Kinne pour la mort de James Kinne s'est ouvert le 23 mars 1964. La sélection des jurés ayant commencé ce jour-là, le public a d'abord été exclu des procédures, mais la restriction a rapidement été assouplie et les journalistes ont été autorisés à entrer dans la salle d'audience. Un processus de sélection des jurés exceptionnellement long a fait que le premier jour du procès a duré quatorze heures, commençant à 9 h et ne se terminant pas avant près de minuit ; le juge président Paul Carver a fait remarquer qu'en raison de la notoriété de l'affaire, il avait été obligé de choisir entre séquestrer l'ensemble des jurés pendant la nuit et forcer le tribunal à faire une longue journée. Le jury final, tous des hommes, a été immédiatement séquestré, mais quelques jours plus tard, un vice de procédure a été déclaré après qu'il soit apparu qu'un associé du procureur Lawrence Gepford avait été autrefois employé par l'un des juré.

### Troisième procès James Kinne (1964)
Le troisième procès de Kinne, qui devait initialement commencer au début du mois de juin 1964, s'est plutôt ouvert le 29 juin. Le procureur adjoint Donald L. Mason a déclaré, lors de la sélection du jury, qu'il avait l'intention d'éliminer la peine de mort, un processus dans lequel un procureur récuse péremptoirement tout juré qui s'oppose automatiquement à la peine de mort, et la sélection du jury a une fois de plus pris plus de douze heures en une journée. Le témoignage de Boldizs dans ce procès est resté contradictoire quant à savoir s'il croyait que l'offre de 1 000 dollars de Kinne avait été sérieusement envisagée, mais il a ajouté cette fois-ci qu'après la mort de son mari, Kinne avait demandé que Boldizs ne parle pas de son offre aux autorités.
Un nouveau témoin, une connaissance de Kinne, a déclaré qu'elle avait déjà plaisanté en disant que la femme devrait « se débarrasser du vieil homme [de la femme] comme [Kinne] l'a fait », mais le contre-interrogatoire de la défense a mis en évidence des incohérences entre ce témoignage et une citation similaire que la femme avait proposée lors d'une précédente déposition. Pour la première fois à l'un de ses procès, Kinne a témoigné le dernier jour pour rejeter catégoriquement toutes les accusations. Le jury, composé uniquement d'hommes, s'est prononcé à sept contre cinq en faveur d'un acquittement lors de ce procès, ce qui a entraîné un second vice de procédure.

## Mort de Francisco Paredes Ordoñez
Un quatrième procès est prévu pour octobre 1964 ; cependant, en septembre, Kinne, toujours libre grâce à sa caution de 25 000 dollars, se rend au Mexique avec un amant présumé, Francis Samuel Puglise,, laissant ses enfants avec le père de James Kinne et voyageant en tant qu'épouse de Pugliese sous le nom de « Jeanette Pugliese ». Le couple a déclaré plus tard qu'ils étaient allés au Mexique pour se marier. Selon les termes légaux de sa caution, Kinne a été autorisée à quitter le pays, mais son contrat avec la société qui a déposé sa caution lui interdisait de quitter le Missouri sans l'autorisation écrite des agents de la société.
Après avoir franchi la frontière, le couple s'est enregistré dans un hôtel local, l'hôtel Gin, à nouveau comme mari et femme. Kinne, disant qu'elle ne se sentait pas en sécurité dans le pays étranger, a acheté un pistolet, ce qui signifie que le couple possédait désormais plusieurs armes à feu, en ayant apporté une ou deux avec eux des États-Unis.
La nuit du 18 septembre 1964, Kinne quitte l'hôtel sans Pugliese, soit pour acquérir de l'argent parce que le couple est à court, soit pour obtenir les médicaments dont elle a besoin. Elle rencontra Francisco Parades Ordoñez, un citoyen américain né au Mexique, dans un bar et l'accompagna jusqu'à sa chambre à l'hôtel La Vada. D'après le récit de Kinne, elle est allée avec Ordoñez voir les photos qu'il lui a proposé de lui montrer, mais il a rapidement commencé à lui faire des avances sexuelles et elle a été obligée de lui tirer dessus pour tenter de se protéger.
Kinne a soutenu plus tard qu'elle n'avait pas eu l'intention de blesser ou de tuer Ordoñez, et qu'elle avait seulement voulu l'effrayer, mais ses balles l'ont touché à la poitrine et l'ont tué. Répondant au bruit des coups de feu, l'employé de l'hôtel, Enrique Martinez Rueda, entra dans la chambre. Kinne a tiré de nouveau et a touché Rueda à l'épaule. Blessé, Rueda s'est enfui de la chambre, enfermant Kinne à l'intérieur, et a appelé la police.
La police, rejetant l'histoire de Kinne, supposa qu'elle était sortie ce soir-là avec l'intention de voler, et avait choisi Ordoñez comme victime. Lorsqu'il a résisté à ses ordres de lui donner son argent, la police a cru que Kinne lui avait tiré dessus.

### Arrestation, enquête et procès
La police a arrêté Kinne pour homicide et agression avec une arme mortelle. Kinne a soutenu qu'elle n'avait pas eu l'intention de faire de mal à Ordoñez, et qu'elle avait tiré avec son arme sur Rueda parce qu'elle craignait que lui aussi ne vienne l'attaquer. La police a fouillé son sac à main, y trouvant une arme et cinquante cartouches, puis la chambre du couple à l'hôtel Gin, où ils ont trouvé deux autres armes et une autre réserve de cartouches.
Les autorités ont placé Pugliese en détention à l'hôtel Gin, le détenant d'abord sans chef d'accusation, puis l'accusant d'être entré illégalement dans le pays et de porter une arme sans permis. L'arme trouvée dans la chambre du couple cette nuit-là s'est avérée être la même que celle qui a tué Patricia Jones en 1960,, mais Kinne ayant déjà été acquittée de ce crime, elle ne pouvait pas être inculpée à nouveau sur la base des nouvelles preuves.
Pugliese a été détenu au Palacio de Lecumberri (en), tandis que Kinne a d'abord été placée dans une prison pour femmes avant d'être transférée à Lecumberri pour son procès. Le couple a été mis en accusation le 26 septembre et a été jugé. En octobre, l'avocat de Kinne, Higinio Lara, a déposé un recurso de amparo, similaire à une ordonnance d'habeas corpus, affirmant que le Mexique violait ses droits constitutionnels en la détenant pour une fusillade commise en légitime défense. La demande a été rejetée et Kinne et Pugliese ont tous deux été jugés au cours de l'été 1965.
Pugliese, innocenté des charges retenues contre lui, a été expulsé vers les États-Unis, mais Kinne a été condamné le 18 octobre pour l'homicide d'Ordoñez. Malgré les rumeurs selon lesquelles elle serait mise en liberté surveillée et expulsée comme Pugliese, Kinne a été condamnée à une peine de dix ans de prison pour ces crimes. Lorsqu'elle a été officiellement informée de la sentence le lendemain, elle a affirmé qu'elle ferait appel de sa condamnation. L'appel, plutôt que d'annuler sa peine, l'a allongée. La cour supérieure, composée de trois hommes, qui a entendu l'affaire Kinne, a annulé un aspect de sa condamnation, les accusations de tentative de vol, mais a confirmé sa condamnation pour meurtre et a augmenté sa peine de dix à treize ans, en disant que sa peine initiale avait été trop clémente.
Kinne a été renvoyée à la prison pour femmes pour y purger sa peine. Là, elle a été surnommée La Pistolera (la tireuse), surnom adopté par la suite par la presse mexicaine.

### Évasion
Le 7 décembre 1969, Kinne n'était pas présente pour un appel de routine à 17 h à la prison d'Ixtapalapan où elle purgeait sa peine. Son absence n'a été officiellement constatée que lorsqu'elle ne s'est pas non plus présentée à un deuxième appel plus tard dans la soirée. La nouvelle de son évasion n'a été communiquée à la police de Mexico qu'à 2 h du matin suivant. Une chasse à l'homme a alors été organisée, se concentrant initialement sur les États du nord du Mexique, les autorités pensant que Kinne se dirigeait peut-être vers le dernier endroit connu où se trouvait un ancien détenu dont elle s'était rapprochée alors qu'ils étaient en prison ensemble.
La recherche a également englobé les centres de transport du pays et a finalement tourné en rond dans la région de Mexico. Les autorités américaines, y compris le Federal Bureau of Investigation (FBI), ont également été alertées de la croyance des autorités mexicaines selon laquelle Kinne aurait pu tenter de retourner dans son pays natal, mais le FBI a noté qu'il n'était probablement pas compétent dans cette affaire.
Les premières spéculations de la police étaient que Kinne avait soudoyé les gardes pour qu'ils regardent ailleurs pendant qu'elle s'échappait de la prison — un black-out inhabituel avait été signalé à la prison le soir et à l'heure approximative de son évasion. L'enquête a montré qu'une porte, qui aurait dû être verrouillée, ne l'était pas. D'autres interrogatoires de gardiens et de l'administration de la prison ont montré que la surveillance de la prison était généralement laxiste et qu'elle comptait moins de gardiens qu'elle n'aurait dû.
Les médias de l'époque ont fait état de nombreuses théories sur l'évasion de Kinne, notamment qu'elle avait soudoyé les gardiens de prison, qu'elle avait peut-être demandé l'aide d'un supposé petit ami qui était policier à Mexico, que sa mère avait participé au plan d'évasion, qu'un ancien agent des services secrets mexicains avait aidé à l'évasion et que Kinne s'était peut-être déguisée en homme pour s'échapper. Une théorie plus actuelle suppose que la famille d'Ordoñez l'avait aidée à s'échapper et l'avait ensuite tuée.
La chasse à l'homme intensive de Kinne a été de courte durée. Le 18 décembre, les services secrets mexicains et le bureau du procureur de Mexico ont tous deux déclaré qu'ils ne participaient plus à la recherche du prisonnier évadé, tandis que le procureur fédéral déclarait que la responsabilité de la chasse appartenait au bureau du procureur de la ville. Les enquêteurs ont supposé que Kinne avait déjà traversé la frontière entre le Mexique et le Guatemala, ce qui expliquerait l'objectif de la chasse à l'homme mexicaine. Ils ont noté qu'elle parlait couramment l'espagnol après ses années passées dans la prison mexicaine, et qu'elle pouvait donc « s'entendre assez bien » dans presque toutes les régions hispanophones du monde. Bien qu'elles aient juré de garder l'affaire ouverte et de poursuivre l'enquête jusqu'au retour de Kinne en détention, les autorités ont été contraintes d'admettre, fin décembre 1969, qu'elles n'avaient plus de pistes d'enquête à suivre.
Plus de cinquante ans après son évasion, Sharon Kinne a été identifiée et retrouvée à Taber, Alberta au Canada. Le 31 janvier 2025, le bureau des sherifs du Comté de Jackson, aux États-Unis, a confirmé qu’elle vivait en Alberta sous le nom de Diedra Glabus. Elle y a vécu à partir de 1973 en compagnie de son mari, Jim Glabus. 

## Conséquences
L'arrestation et la condamnation de Kinne au Mexique ont eu des implications sur le statut de ses enchevêtrements juridiques dans le Missouri. Comme elle était détenue au Mexique le 26 octobre 1964 — date prévue pour son quatrième procès pour le meurtre de son mari — la caution de 25 000 dollars a été révoquée à cette date. Bien que la United Bond Insurance Company, qui avait versé la caution, ait fait valoir que des irrégularités administratives rendaient illégale l'émission de sa caution, le tribunal a ordonné de la confisquer. Kinne aurait été préoccupé par les implications monétaires de cette confiscation : « Je pourrais toujours utiliser l'argent », a déclaré l'Altus Times-Democrat, citant Kinne. « Je n'ai pas l'intention de passer toute ma vie en prison ».
Une obligation de 30 000 dollars,. a été émise en août 1965, alors que la United Bond Insurance Company continuait à contester le paiement de l'obligation initiale de 25 000 dollars de Kinne. La nouvelle caution a permis à la compagnie de différer le paiement de la caution de 25 000 $ jusqu'à ce que la Cour suprême du Missouri rende un jugement sur la question, mais lorsque cette cour a confirmé la confiscation de la caution, la somme a été versée à l'État du Missouri en octobre 1965. La United Bond Insurance Company a ensuite intenté une action en justice contre la famille de Kinne pour récupérer le coût de la caution, les frais d'avocat et la recherche de Kinne après son évasion.
Peu avant la date prévue de son procès au Missouri, l'avocat de Sharon Kinne a déposé une motion pour changer le lieu d'un éventuel quatrième procès dans le cas de la mort de James Kinne, en affirmant que la couverture médiatique des affaires de Kinne, lui avait tellement porté préjudice dans le comté de Jackson qu'il lui serait impossible d'y obtenir un procès équitable.
Lorsque Kinne ne s'est pas présentée pour le procès du meurtre de son mari, un mandat d'arrêt a été lancé contre elle en octobre 1964. Il est toujours en vigueur en 2020, ce qui en fait le plus ancien mandat d'arrêt pour meurtre en suspens connu dans la région de Kansas City. Le statut de Kinne dans le système mexicain reste également en suspens, bien que les autorités aient souligné qu'au moment de son évasion, l'évasion n'était pas un crime selon la loi mexicaine ; si elle était capturée à nouveau là-bas, elle n'aurait qu'à purger le reste de sa peine en cours.

## Psychologie et motivation
Dans un épisode de la série Investigation Discovery Deadly Women couvrant l'affaire Kinne, l'auteur James Hays spécule que Kinne a commis son premier meurtre pour un gain monétaire, espérant encaisser la police d'assurance-vie de James, et qu'elle a commencé à prendre du plaisir à tuer à ce moment-là. Candice DeLong, ancienne profileuse du FBI, soutient cette affirmation, en déclarant que Kinne est une sociopathe, qui manque de remords et d'empathie, et qui n'avait donc aucun scrupule à tuer pour obtenir ce qu'elle voulait.
Cette idée est reprise par certaines des personnes impliquées dans la poursuite de Kinne. Cependant, même ceux qui croient en sa culpabilité remarquent qu'elle avait un certain attrait, la décrivant comme « plutôt attirante » et admettant qu'ils ont fini par l'apprécier. Le The Mammoth Book of True Crime la décrit comme une rareté relative, une « jolie » criminelle.
Dans I'm Just an Ordinary Girl : The Sharon Kinne Story, Hays affirme que Kinne a été inspirée à tuer son mari par un article de magazine qu'elle a lu sur Lillian Chastain, une femme de Virginie qui a tiré sur son mari pendant une dispute et a attribué la faute du tir à la fille de deux ans du couple. Les accusations contre Chastain ont été déposées en février 1960, quelques semaines avant la mort de James Kinne.

## Dans les médias
L'affaire a été présentée dans Les Enquêtes extraordinaires et a fait l'objet de la série A Crime to Remember d'Investigation Discovery, épisode Luck Be a Lady (saison 4, épisode 2, 2016).